# Anna Nasierowska-Guttmejer
Anna Maria Nasierowska-Guttmejer (ur. 31 sierpnia 1952) – polska lekarka, patomorfolog i onkolog, profesor nauk medycznych, profesor zwyczajna Uczelni Łazarskiego w Warszawie.

## Życiorys
W 1977 ukończyła studia na Akademii Medycznej w Warszawie. Doktoryzowała się w 1987 w Centrum Onkologii – Instytucie im. Marii Skłodowskiej-Curie w oparciu o pracę zatytułowaną Ocena przydatności badania antygenu karcinoembrionalnego metodą immunoperoksydazową w diagnostyce u chorych na raka jelita grubego. Stopień doktora habilitowanego uzyskała w 2002 na podstawie rozprawy Znaczenie czynników histopatologicznych i immunohistochemicznych dla oceny odpowiedzi raka odbytnicy na przedoperacyjną radio- i radiochemioterapię. Tytuł naukowy profesora nauk medycznych otrzymała 3 kwietnia 2009.
W latach 1982–2006 była zatrudniona na stanowiskach asystenta, adiunkta i docenta w Centrum Onkologii – Instytucie im. Marii Skłodowskiej-Curie, a w 2006 została konsultantem i wykonawcą planu naukowego w tej jednostce. Podjęła także pracę w Centralnym Szpitalu Klinicznym MSWiA w Warszawie, w którym w 2004 została kierownikiem Zakładu Patomorfologii. Zatrudniona również na stanowisku profesora zwyczajnego na Uniwersytecie Jana Kochanowskiego w Kielcach. W Instytucie Nauk Medycznych na Wydziale Lekarskim i Nauk o Zdrowiu tej uczelni objęła kierownictwo Zakładu Patologii.
Specjalizację pierwszego stopnia uzyskała w 1980, natomiast drugiego stopnia w 1988. Została członkiem Polskiego Towarzystwa Patologów, w latach 2004–2009 była przewodniczącą oddziału warszawskiego tej organizacji, w latach 2010–2016 pełniła funkcję przewodniczącej PTP. Należy także do Polskiego Towarzystwa Onkologicznego, Polskiego Towarzystwa Gastroenterologicznego i Europejskiego Towarzystwa Guzów Neuroendokrynnych.
Odznaczona Srebrnym (2017) i Złotym (2021) Krzyżem Zasługi.